# Heinrich Stadler
Heinrich Stadler (* 21. April 1962 in Lenggries) ist ein deutscher Schauspieler und Braumeister. In Dahoam is Dahoam spielt er einen Braumeister gleichen Namens.

## Filmografie
- 2004: Der Komödienstadel – Herzsolo
- 2006: Der Komödienstadel – Alles fest im Griff
- seit 2007: Dahoam is Dahoam
- 2009: Utta Danella – Eine Nonne zum Verlieben
- 2024: Daheim in den Bergen – Schulter an Schulter